# 24 horas (programa de radio)
24 horas es un programa de radio español informativo, cultural, de debate político y económico emitido por RNE. Dirigido y presentado desde 2025 por Carlos Núñez, se emite de lunes a viernes de 20:00 a 24:00 horas.
Los fines de semana el informativo se emite de 20:00h a 20:30h y de 23:00h a 23:30h.

## Historia

### 1995-1996
El programa comenzó sus emisiones el 18 de septiembre de 1995 con un horario de 23:00 a 01:00. La dirección y presentación del programa se asignaron entonces al periodista Felipe Mellizo. Éste, junto con el programa, estaría destinado a competir con los programas radiofónicos Hora 25 (Cadena SER), La linterna (Cadena COPE) y La brújula (Onda Cero). Felipe Mellizo estuvo acompañado en las tertulias por periodistas como Eduardo Haro Tecglen, Margarita Sáenz Díez, Julián Lacalle o Carlos Luis Cándido Álvarez

### 1996-2004
El 19 de junio de 1996, tras la victoria del PP en las elecciones de marzo de ese mismo año, y la designación de Javier González Ferrari como director de RNE, Felipe Mellizo fue sustituido por el periodista Manuel Antonio Rico, procedente de Onda Cero. Manuel Antonio Rico se encargó de la dirección y presentación de este programa durante 8 años, hasta mayo de 2004. Estuvo en las tertulias acompañado por periodistas tales como Carlos Dávila, Fernando Jáuregui, César Alonso de los Ríos o Isabel San Sebastián. Además, en esta etapa se modificó el horario del programa, pasando a emitirse de 22:00 a 0:00.

### 2004-2011
El 13 de mayo de 2004, tras la victoria del PSOE en las elecciones generales de marzo del mismo año, y el nombramiento de Pedro Piqueras como director de RNE, Manuel Antonio Rico abandonó el programa por no comulgar con los principios de Piqueras y por no concebir la información sin opinión. Al frente del programa, fue sustituido por el periodista Fermín Bocos, el cual se hizo cargo del programa durante 3 años, acompañado por periodistas como
Luis R. Aizpeolea, Enric Hernández o Miguel Ángel Liso.
En junio de 2007, la dirección de RNE anunció que Fermín Bocos no seguiría al frente del programa la siguiente temporada. Raúl Heitzmann fue el elegido para sustituirle al frente del programa. Se decidió al mismo tiempo, ampliar la duración de este, pasando a emitirse de 21:00 a 0:00. Sin embargo, la estancia de Heitzmann al frente del programa fue efímera, ya que un año después fue sustituido por el periodista Rafael Bermejo, a la vez que una vez más amplia su horario el programa, adquiriendo su duración actual:de 20:00 a 0:00. Un año después sería sustituido por Carlos Navarro.
En septiembre de 2010, Navarro fue sustituido por Íñigo Alfonso, quien se encargó de dirigir el programa y presentarlo hasta julio de 2012.

### 2012-2018
En junio de 2012, transcurrido más de un año de la victoria del PP en las elecciones generales de 2011, otorgada por mayoría absoluta de los españoles, llega el nombramiento de Manuel Ventero como nuevo director de RNE. Carlos Garrido sustituye a Íñigo Alfonso al frente de 24 horas. La subdirección del programa 24 Horas, dirigido por Carlos Garrido, corrió a cargo de José Luis García del Pozo y la coordinación la hizo la periodista Laura Madrid. La realización la llevó a cabo Jesús Huetos. Garrido ha estado acompañado por periodistas como Enric Hernández, director del Periódico de Cataluña; Arsenio Escolar, director de 20 Minutos; Bieito Rubido, director del diario ABC; Josep Antich, director de La Vanguardia; Manuel Conthe; Juan Ignacio Crespo; José Antonio Vera, presidente de la Agencia EFE; Paulino Guerra, subdirector de Europa Press; Miguel Larrea; Amador Ayora, director de El Economista; Maite Ayuso, redactora jefe de Expansión; Carlos Salas, director de La Información; Rosa del Río, directora de El Nuevo lunes; José Antonio Sentís; Luis Alberto de Cuenca o Graciano Palomo.

La etapa de Garrido en 24 horas fue de solo una temporada, ya que en julio de 2013, ante los descensos de audiencia de RNE en esa temporada, y la designación de Alfonso Nasarre como director de RNE, Miguel Ángel Domínguez fue el encargado de sustituir a Carlos Garrido al frente del programa. El programa es presentado, en ausencia de Domínguez, por Vicente Ortiz.

### 2018-2025
Tras los cambios en la corporación, Antonio Delgado (hasta entonces corresponsal en Bruselas) pasa a dirigir el informativo. Lo hace por espacio de dos años. Le sustituye Marc Sala, que tras recalar en el programa matinal de TVE deja el micrófono para Sandra Urdín. La periodista asume la dirección durante un año. En la temporada 2022-23, ella dirigirá el informativo 14 horas y el locutor catalán Josep Cuní será el encargado del programa. En 2025 es presentado por Carlos Núñez.

## Audiencia reciente
Respecto a los datos de audiencia la última temporada del programa con Íñigo Alfonso termina con 358.000 oyentes (2ª Ola 2012)
Mucho menor es la audiencia que deja, siempre según el EGM, Carlos Garrido. Se queda en los 231.000 oyentes (2ª Ola 2013) 
Durante las tres temporadas en las que conduce el programa Miguel Ángel Domínguez este se va consolidando de nuevo con unas audiencias por encima de los 300.000 oyentes, rozando los 400.000 en la 2ªOla de 2016. 
En la temporada 2016-2017 la audiencia se sitúa en los 316.000 oyentes según el EGM (3ªOla 2016)
El primer EGM del año 2023 deja la audiencia del programa en 296.000 oyentes. (1ª ola EGM 2023)

## Tertulianos
Periodistas que han colaborado en este espacio radiofónico son entre otros:
| - Adolfo Lefort (Onda Cero). - Alfredo Semprún (La Razón). - Amador G. Ayora (El Economista). - Ángel Collado (El Confidencial). - Antonio Martin Beaumont (El Semanal Digital). - Antonio Pérez Henares (La Razón). - Arsenio Escolar (20 minutos). - Bieito Rubido (ABC). - Carlos Cuesta (El Mundo). - Charo Zarzalejos (Vasco Press) - Chelo Aparicio (Estrella Digital) - Enric Hernández (El Periódico). - Esther Jaén (Cuartopoder.com) - Fernando Lázaro (El Mundo). - Fernando Rodríguez Lafuente (ABC). - Gemma Robles (El Periódico). | - Israel García-Juez (El Confidencial). - Jorge Bustos (La Gaceta). - José Alejandro Vara (ABC). - José Antich (La Vanguardia). - José Antonio Álvarez Gundín (La Razón). - José Antonio Segurado (Cadena COPE). - José Antonio Sentís (El Imparcial). - Juan Cruz (El País). - Manuel Marín (ABC). - Mariano Calleja (ABC). - Marta Gómez Montero (El Semanal Digital). - Miguel Ángel Liso (El Periódico). - Miguel Larrea (ABC). - Paulino Guerra (Europa Press). - Pilar Gómez (La Razón). - Yolanda Gómez (ABC). |

## Directores/Presentadores de "24 horas"
- Felipe Mellizo (1995-1996)
- Manuel Antonio Rico (1996-2004)
- Fermín Bocos (2004-2007)
- Raúl Heitzmann (2007-2008)
- Rafael Bermejo (2008-2009)
- Carlos Navarro (2009-2010)
- Íñigo Alfonso (2010-2012)
- Carlos Garrido (2012-2013)
- Miguel Ángel Domínguez (2013-2018)
- Antonio Delgado (2018-2020)
- Marc Sala (2020-2021)
- Sandra Urdín (2021-2022)
- Josep Cuní (2022-2024)
- Carlos Núñez Sánchez (2024-)